# Fotorrealisme

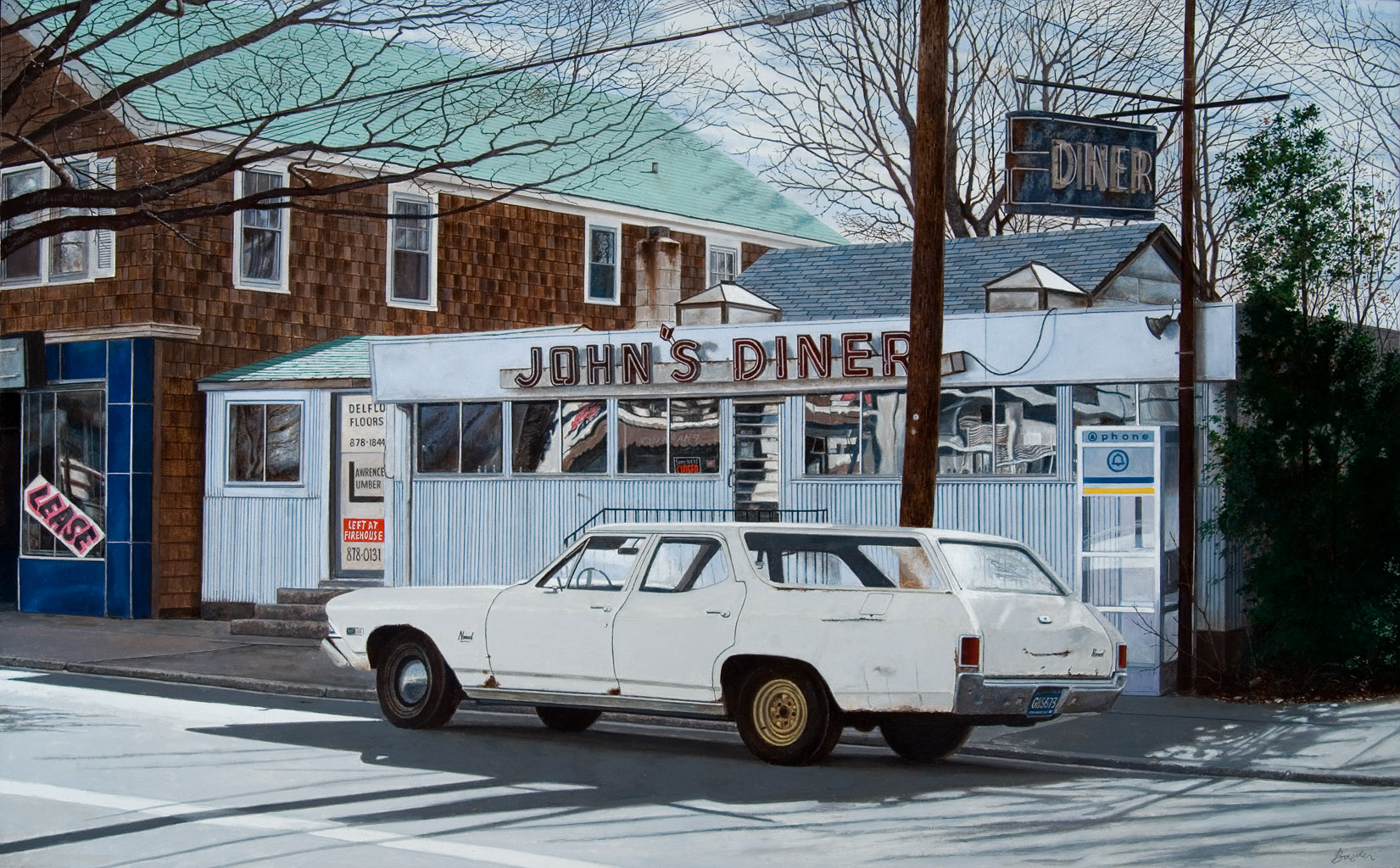
John's Diner amb John's Chevelle, 2007 per John Baeder, oli sobre llenç.

El fotorrealisme és un gènere de l'art que abasta la pintura, el dibuix i d'altres medis, en el que un artista estudia una fotografia i després intenta reproduir la imatge de la manera més realista possible en un altre medi. Encara que el terme pot usar-se per descriure obres d'art en molts mitjans diferents, també s'usa per referir-se específicament a un grup de pintures i pintors del moviment artístic dels Estats Units que va començar cap a finals de la dècada de 1960 i principis de la dècada de 1970.

## Història

### Orígens

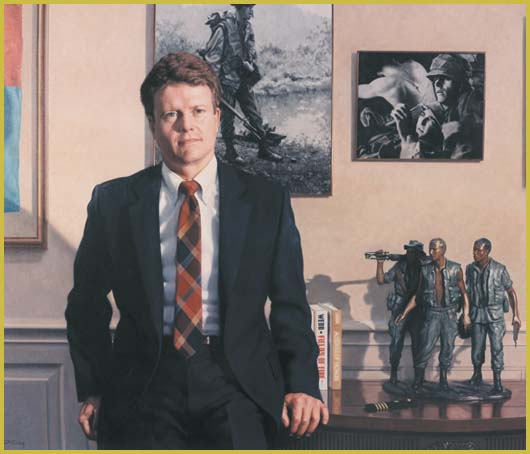
Richard Whitney: Retrat de James Henry Webb Jr., oli sobre llenç, sense data.

Com un moviment d'art, el fotorrealisme va evolucionar a partir de l'art pop, i en oposició a l'expressionisme abstracte, així com als moviments artístics minimalistes cap a finals de la dècada de 1960 i principis de la de 1970 als Estats Units. Els artistes usen una o unes quantes fotografies per reunir informació per crear les seves pintures i es pot argumentar que l'ús d'una càmera i fotografies és una acceptació en l'art modern.Tanmateix, l'admissió de l'ús de fotografies va rebre crítiques intenses quan el moviment va començar a guanyar impuls cap a finals de la dècada de 1960, encara que diversos dispositius visuals havien estat utilitzats des del segle xv per ajudar els artistes amb el seu treball.

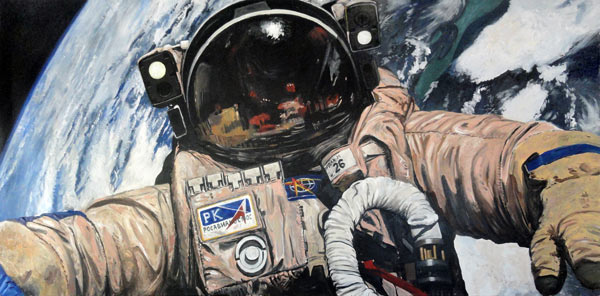
A fronteira final (2011), acrílic sobre llenç per Ricardo André Frantz.

La invenció de la fotografia al segle xix va tenir tres efectes sobre l'art: els artistes escènics i de retrats es van considerar inferiors a la fotografia i molts van recórrer a la fotografia com a carreres; en els moviments artístics dels segles xix i xx està ben documentat que els artistes van utilitzar la fotografia com a material de referència i com un ajut; tanmateix, van fer tant com sigui possible per negar el fet per temor que la seva obra s'interpretés malament com a imitacions; encara que a través de la invenció de la fotografia, els artistes estaven oberts a una gran quantitat de nous experiments. Per tant, la culminació de la invenció de la fotografia va ser una ruptura en la història de l'art cap al desafiament que afrontava l'artista, des dels primers dibuixos de coves coneguts, tractant de reproduir les escenes que veien.
Per a quan els fotorrealistes van començar a produir les seves obres, la fotografia s'havia convertit en el principal mitjà de reproducció de la realitat i l'abstracció era el centre del món de l'art. El realisme va continuar com un moviment d'art en curs, també experimentant un ressorgiment en la dècada de 1930, però en la dècada de 1950 els crítics moderns i l'expressionisme abstracte havien minimitzat el realisme com una seria empresa d'art. Encara que els fotorrealistes comparteixen alguns aspectes dels realistes nord-americans, com Edward Hopper, van intentar diferenciar-se tant dels realistes tradicionals com dels expressionistes abstractes. Els fotorrealistes estaven molt més influïts pel treball dels artistes del pop art i estaven reaccionant contra l'expressionisme abstracte.
El pop art i el fotorrealisme van ser moviments reaccionaris derivats de la creixent i aclaparadora abundància de mitjans fotogràfics, que a mitjan segle XX s'havia convertit en un fenomen tan massiu que amenaçava en disminuir el valor de les imatges a l'art. Tanmateix, mentre que els artistes Pop principalment assenyalaven com és d'absurd gran part de les imatges —especialment en l'ús comercial—, els fotorrealistes intentaven reclamar i exaltar el valor d'una imatge.
L'associació del fotorrealisme amb trompe-l'œil és una comparació erròniament atribuïda, una errada en l'observació o interpretació feta per molts crítics dels anys setanta i vuitanta. Les pintures de trompe-l'œil intenten «enganyar l'ull» i fer que l'espectador pensi que està veient un objecte real, no un de pintat. En observar una pintura fotorrealista, l'espectador sempre està conscient que està mirant una pintura.

## Definició
La paraula «fotorrealisme» va ser encunyada per Louis K. Meisel, el 1969 i va aparèixer impresa per primera vegada el 1970 en un catàleg del Museu Whitney per a l'espectacle «Twenty-two Realists». També es denomina de vegades superrealisme, nou realisme, realisme d'enfocament agut o hiperrealisme.
Louis K. Meisel, dos anys més tard, va desenvolupar una definició de cinc punts a petició d'Stuart M. Speiser, que havia encarregat una gran col·lecció d'obres dels fotorrealistes, que més tard es va convertir en un espectacle itinerant conegut com a «Photo-Realism 1973: The Stuart M. Speiser Collection», que va ser donada al Smithsonian el 1978 i s'exhibeix en alguns dels seus museus, a més a més de viatjar sota els auspicis de SITE.
La definició va ser la següent:

1. El fotorrealista usa la càmera i la fotografia per recopilar informació.
2. El fotorrealista utilitza un mitjà mecànic o semimecànic per transferir la informació al llenç.
3. El fotorrealista ha de tenir la capacitat tècnica per fer que el treball acabat sembli fotogràfic.
4. L'artista ha d'haver exhibit el seu treball com fotorrealista el 1972 per ser considerat un dels fotorrealistas principals.
5. L'artista ha d'haver dedicat almenys cinc anys al desenvolupament i exposició del treball de fotorrealista.

## Descripció
La pintura fotorrealista no pot existir sense la fotografia. Al fotorrealisme, el canvi i el moviment han de congelar-se en el temps, que l'artista ha de representar amb precisió. Els fotorrealistes reuneixen les seves imatges i informació amb la càmera i la fotografia. Una vegada que la fotografia està desenvolupada —en general en una diapositiva—, l'artista transferirà sistemàticament la imatge de la diapositiva fotogràfica al llenç. Per regla general, això es fa projectant la diapositiva sobre el llenç o fent servir les tècniques tradicionals. Les imatges resultants sovint són còpies directes de la fotografia original, però en general són més grans que la fotografia original o la diapositiva. El resultat és que l'estil fotorrealista és ajustat i precís, sovint amb èmfasi en les imatges que requereixen un alt nivell de destresa tècnica i virtuosisme per simular, com els reflexos en les superfícies especulars i el rigor geomètric dels entorns creats per l'home.

## Artistes
La primera generació de fotorrealistes dels Estats Units inclou pintors com a John Baeder, Richard Estes, Ralph Goings, Chuck Close, Charles Bell, Audrey Flack, Don Eddy, Robert Bechtle i Tom Blackwell. Sovint treballant de manera independent uns dels altres i amb punts de partida molt diferents, aquests fotorrealistes originals van abordar temes mundans o familiars en gèneres d'art tradicionals: paisatges —principalment urbans en lloc de la natura—, retrats i natures mortes. A Gran Bretanya, els enfocaments fotorrealistes van ser afavorits per molts artistes com a Mike Gorman i Eric Scott. La introducció d'aquests pintors europeus a una audiència més àmplia dels Estats Units es va portar a terme a través de l'exposició 'Superhumanism' de 1982 a la Galeria Arnold Katzen, de Nova York.
Encara que el moviment s'associa principalment amb la pintura, Duane Hanson i John DeAndrea són escultors associats amb el fotorrealisme per les seves escultures pintades i realistes de persones que es completaven amb cabell simulat i roba real. S'anomenen «Verists».

### Des de 2000
Encara que el cim del fotorrealisme va ser en la dècada de 1970, el moviment continua i inclou
alguns dels fotorrealistes originals, així com molts dels seus contemporanis. Segons el fotorealisme de Meisel i Chase al Photorealism at the Millennium, només vuit dels fotorealistes originals encara estaven creant treballs el 2002; deu incloent John Baeder i Howard Kanovitz. Els artistes Charles Bell, John Kacere i Howard Kanovitz han mort; Audrey Flack, Chuck Close i el Senyor Eddy s'han allunyat del fotorrealisme; i Robert Cottingham ja no es considera a si mateix un fotorrealista.

Els fotorrealistes més nous estan construint sobre els fonaments establerts pels fotorrealistes originals. Exemples d'això serien la influència de Richard Estes en treballs d'Anthony Brunelli o la influència de Ralph Goings i Charles Bell en obres de Glennray Tutor. Tanmateix, això ha portat molts a passar l'estricta definició de fotorrealisme com l'emulació de la fotografia. El fotorrealisme ja no és simplement un moviment artístic dels Estats Units. Començant per Franz Gertsch en la dècada de 1980, Clive Head, Raphaella Spence, Bertrand Meniel i Roberto Bernardi són diversos artistes europeus associats amb el realisme fotogràfic que han sorgit des de mitjan la dècada de 1990.
L'evolució de la tecnologia ha produït pintures fotorrealistes que superen el que es creia possible amb pintures; aquestes obres artístiques més recents dels fotorrealistes de vegades es coneixen com a hiperrealisme.